# 입북초등학교
입북초등학교는 대한민국 경기도 수원시 권선구에 있는 공립 초등학교이다.

## 연혁
- 2004.01.05 입북초등학교 설립 인가
- 2004.03.01 초대 최 현 교장 부임
- 2004.03.02 입북초등학교 준공
- 2004.03.02 입북초등학교 6학급 편성
- 2005.02.18 제1회 졸업식(남:8, 여:17, 계:25)
- 2006.02.17 제2회 졸업식(남:16, 여:14, 계:30)
- 2006.03.01 제2대 남병용 교장 부임
- 2007.02.14 제3회 졸업식(남:20, 여:21, 계:41)
- 2007.03.01 제3대 오봉균 교장 부임
- 2008.02.15 제4회 졸업식(남:20, 여:10, 계:30)
- 2008.10.01 다목적실 설치
- 2008.12.31 학교 담장 방음벽 설치
- 2008.12.31 학교 가스 배관공사
- 2009.03.02 시업식 및 입학식
- 2009.03.17 9학급 편성
- 2009.04.09 10학급 편성
- 2009.04.28 12학급 편성
- 2009.09.01 제4대 한동훈 교장 부임
- 2010.02.11 제6회 졸업식
- 2010.03.02 시업식 및 입학식
- 2011.02.15 제7회 졸업식
- 2011.03.02 시업식 및 입학식
- 2012.02.15 제8회 졸업식
- 2012.03.02 13학급 편성
- 2013.02.15 제9회 졸업식
- 2013.03.04 시업식 및 입학식
- 2013.09.01 제5대 김광수 교장 취임
- 2013.09.30 유치원 2학급 증설
- 2014.02.14 제10회 졸업식
- 2014.03.03 시업식 및 입학식
- 2014.03.03 16학급 편성
- 2014.03.10 19(특수1)학급 편성
- 2015.02.13 제11회 졸업식
- 2015.03.02 시업식 및 입학식
- 2015.03.02 22(특수1)학급 편성